# اولجیت (دوندغوبی)
شهرستان اولجیت (به زبان مغولی: Өлзийт сум، [Ölzijt sum]؛ ᠥᠯᠵᠡᠶᠢᠲᠦ ᠰᠤᠮᠤ، [öljeyitü sumu]) یک شهرستان (سُوم) در مغولستان است که در استان دوندغوبی واقع شده‌است. اولجیت ۱۵٬۴۲۱ کیلومتر مربع مساحت دارد.

## تقسیمات اداری
شهرستان اولجیت متشکل از ۶ قصبه (باغ) می‌باشد، شامل:
- بویانت ۱ام (مغولی: Буянт-1 баг، [Bujant-1(neg) bag]؛ ᠪᠤᠶ᠋ᠠᠨᠲᠤ ᠑ ᠪᠠᠭ، [buyantu-1(nige) baɣ])
- بویانت ۲ام (مغولی: Буянт-2 баг، [Bujant-2(xojor) bag]؛ ᠪᠤᠶ᠋ᠠᠨᠲᠤ ᠒ ᠪᠠᠭ، [buyantu-2(qoyar) baɣ])
- تاغت (مغولی: Тагт баг، [Tagt bag]؛ ᠲᠠᠭᠲᠤ ᠪᠠᠭ، [taɣtu baɣ])
- دِرت ۱ام (مغولی: Дэрт-1 баг، [Dert-1(neg) bag]؛ ᠳᠡᠷᠡᠲᠦ ᠑ ᠪᠠᠭ، [deretü-1(nige) baɣ])
- دِرت ۲ام (مغولی: Дэрт-2 баг، [Dert-2(xojor) bag]؛ ᠳᠡᠷᠡᠲᠦ ᠒ ᠪᠠᠭ، [deretü-2(qoyar) baɣ])
- راشانت (مغولی: Рашаант баг، [Rašaant bag]؛ ᠷᠠᠰᠢᠶ᠋ᠠᠨᠲᠤ ᠪᠠᠭ، [rašiyantu baɣ])